# Prends pas ton flingue
Pour le single de Trust, voir Prends pas ton flingue (chanson).
Albums de Trust
Live
(1992) The Backsides
(1993)
Prends pas ton flingue est une compilation du groupe de rock français Trust sortie en 1992, regroupant leurs tout premiers morceaux enregistrés en 1977 (dont Prends pas ton flingue et Paris by Night publiés en single en tant que faces A et B chez EMI).

## Liste des morceaux
| No | Titre                                       | Auteur                                  | Durée |
| -- | ------------------------------------------- | --------------------------------------- | ----- |
| 1. | Glamour and the Rubbish Bin                 | Bonvoisin / Krief                       | 5:18  |
| 2. | Glamour and the Rubbish Bin (Version Remix) | Bonvoisin / Krief                       | 5:18  |
| 3. | Prends pas ton flingue                      | Bonvoisin / Krief                       | 5:14  |
| 4. | Paris by Night (Love At First Feel)         | Angus Young / Malcolm Young / Bon Scott | 3:06  |
| 5. | Love at First Feel                          | Angus Young / Malcolm Young / Bon Scott | 3:06  |

## Formation
- Bernie Bonvoisin : chant
- Norbert Krief : guitare
- Raymond Manna : basse
- Jean-Emile Hanela : batterie
- Moho Chemlakh : guitare